# Радомир Николић (глумац)
Радомир Николић (Београд, 19. јун 1979) српски је глумац.

## Биографија
Три пута је био јуниорски шампион Југославије у боксу. У Београду је завршио средњу Зуботехничку школу, а потом уписује психологију на Филозофском факултету. Напустио је студије психологије и уписаостудије глуме. Касније у Загребу изучава глумачку методу Ли Страсберга.
Од 2007. до 2020. активно је играо у позоришту Атеље 212.
Члан је Удружења филмских глумаца Србије.
Био је у браку са глумицом Софијом Јуричан.

## Филмографија
- Носфератуу (2002)
- Боксер иде у рај (2007)
- Југо (2009)
- Пулс (2010)
- Флешбек (2010)
- Coriolanus (2011)
- Жене са Дедиња (2011)
- Артиљеро (2012)
- Вир (2012)
- Звездара (2013–2015)
- Монтевидео, Бог те видео! (2013)
- Ургентни центар (2018–2021)
- Андрија и Анђелка (2015)
- Енклава (2015)
- Добар сусед (2015)
- Јесен самураја (2016)
- Театар Кафе (2016)
- ТВ театар (2017)
- Мајстор Мајнд (2017)
- Такси блуз (2019)
- Жигосани у рекету (2019)
- Реална прича (2019)
- Слатке муке (2019)
- Нек иде живот (2019)
- A Girl at the Fence (2020)
- Хотел Београд (2020)
- Undergods (2020)
- Пролеће на последњем језеру (2020)
- Камионџије доо (2021)
- Мама и тата се играју рата (2020–2025)
- Бранилац (2021–2025)
- Време зла (2021)
- Династија (2021)
- Дрим тим (2021)
- Попадија (2022–2024)
- Вера (2022)
- Тома (2023–2024)
- Певачица (2023)
- Деца зла (2023)
- Немирни (2023)
- Муње: Опет! (2023)
- Вера (2023)
- Нобеловац (2024)
- Време смрти (2024–2025)
- Бог буди с нама (2024)
- The Future Is Bright and Unbearable (2024)